# Босасо

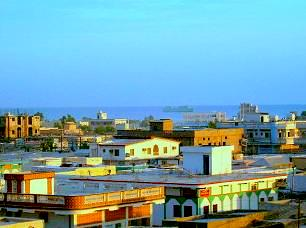
Вид на місто

Босасо (сом. Boosaaso, араб. بوساسو) — місто в сомалійському регіоні Барі. Є центром муніципалітету Босасо . Населення — 433 471 чол. (за даними 2009 року). Де-факто входить до складу автономної держави Пунтленд.
Босасо — портове місто, економічна столиця Пунтленду. У ньому проживають представники найрізноманітніших кланів і народів Сомалі, хоча більшість населення складають представники субклану Харті, що входить в сомалійський клан дарод.

## Клімат
Клімат Босасо надзвичайно жаркий і посушливий.
| Клімат                         | Клімат | Клімат | Клімат | Клімат | Клімат | Клімат | Клімат | Клімат | Клімат | Клімат | Клімат | Клімат | Клімат |
| Показник                       | Січ.   | Лют.   | Бер.   | Квіт.  | Трав.  | Черв.  | Лип.   | Серп.  | Вер.   | Жовт.  | Лист.  | Груд.  | Рік    |
| Середній максимум, °C          | 29,0   | 30,0   | 31,0   | 34,0   | 37,0   | 41,0   | 41,0   | 40,0   | 39,0   | 33,0   | 30,0   | 29,0   | 35,0   |
| Середня температура, °C        | 25,0   | 25,0   | 26,7   | 28,8   | 31,1   | 35,6   | 36,1   | 35,6   | 33,3   | 27,8   | 25,6   | 25,6   | 30,0   |
| Середній мінімум, °C           | 20,6   | 20,6   | 21,6   | 24,4   | 26,1   | 30,6   | 31,7   | 30,0   | 28,3   | 22,2   | 21,1   | 20,0   | 25,0   |
| Вологість повітря, %           | 66     | 68     | 64     | 64     | 62     | 48     | 40     | 48     | 56     | 70     | 74     | 71     |        |
| ------------------------------ | ------ | ------ | ------ | ------ | ------ | ------ | ------ | ------ | ------ | ------ | ------ | ------ | ------ |
| Джерело: Arab Meteorology Book |        |        |        |        |        |        |        |        |        |        |        |        |        |

## Адміністративно-територіальний поділ
Босасо розділений на 16 округів.

## Історія
Відповідно до античного географічного твору «Періпл Еритрейського моря», давньогрецькі купці відвідували цей регіон, що лежить на морському шляху з Європи в Азію і називали його Мосилон.
Перше постійне поселення (Бендер-Касим) на місці сучасного Босасо було засновано в XIV столітті сомалійським купцем на ім'я Касим. За легендою, сучасна назва міста походить від клички улюбленого верблюда Касима, якого звали Босасо. Тим не менш, точних історичних даних на цей рахунок немає. В середні віки місто було цитаделлю клану харті і важливим портом їх султанату. З середини XVIII і до початку XX століття місто перебувало під владою султанату Міджуртин. Потім Босасо увійшло до складу Італійського Сомалі. Після Другої світової війни Італійське Сомалі перестало існувати, на його місці була утворена підопічна територія ООН, у її парламенті місто Босасо представляли Хаджі Башир Ісмаїл Юсуф  і Угаас Яссін Абдірахман.
У 1960 році, після об'єднання колишнього Італійського Сомалі і британської колонії, Босасо увійшоло до складу новоствореної держави Сомалі. У 1990-х роках, у результаті громадянської війни в Сомалі, місто опинилося на території самопроголошеної держави Пунтленд, у якому придбало значення як головний порт, у який заходять кораблі, що йдуть з портів Червоного моря і Перської затоки. Тим не менш, Босасо довелося пережити погроми і вбивства цивільного населення, що мали місце в 1992 році.

## Населення
За даними на 2009 рік, у місті проживало 433,47 тис. осіб. Дані оціночні, так як перепису в Пунтленді жодного разу не проводилось. У передмістях проживають ще приблизно 50000 чоловік, в основному, біженці з Південного Сомалі. До всього іншого, Босасо служить перевалочним пунктом і тимчасовим притулком для біженців із суміжних територій уздовж Аденської затоки, що прямують, у першу чергу, у багаті країни Перської затоки. Населення міста зростає стрімко.
Крім представників різних сомалійських кланів, у місті проживають вихідці з Ефіопії та інших країн Північно-Східної Африки, а також невелика група арабів — махрі.

## Економіка
В даний час місто переживає бурхливе зростання; перед початком громадянської війни в ньому проживало всього 50000 чоловік. У ході ж конфлікту в Босасо почали приїжджати у великій кількості представники народності Харті, що проживали до того в південних регіонах країни. Незважаючи на промислове зростання, що має місце в Босасо з 2000-х років, як і раніше самий значний сектор економіки тут представляє рибальство.

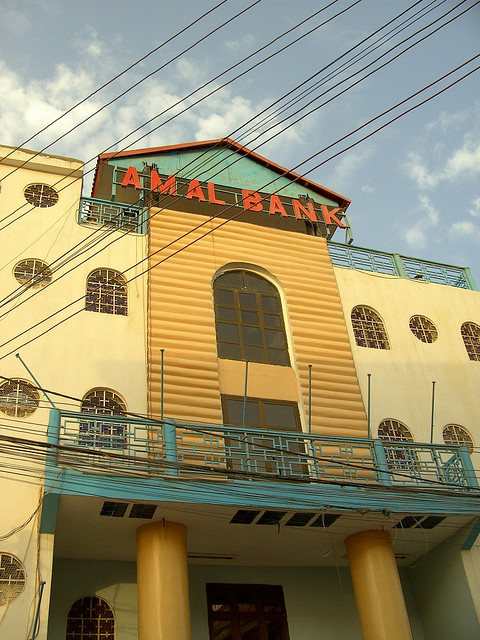
Будівля банку Амал.

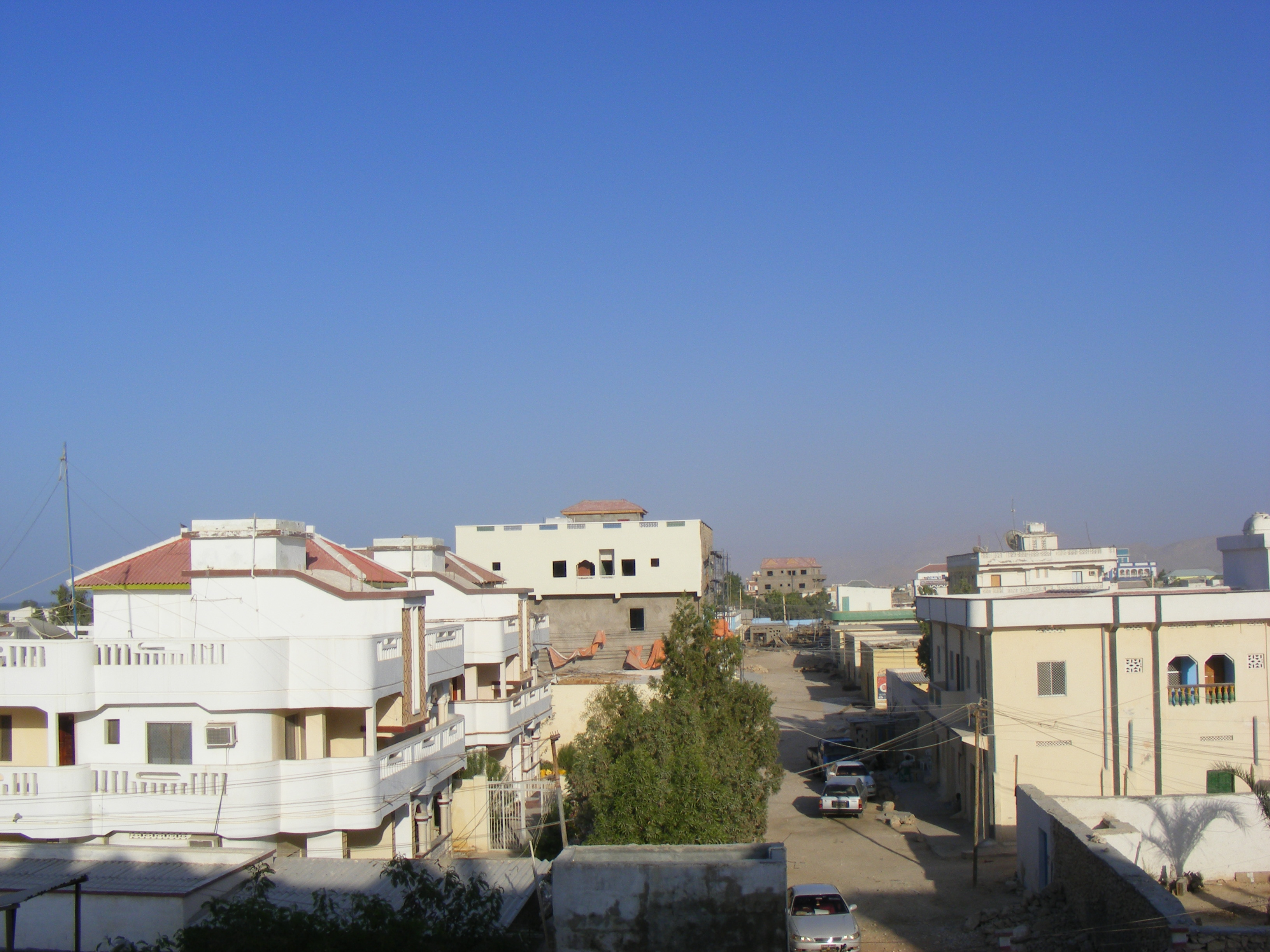
Один з житлових районів міста.

У місті розташовується штаб-квартира компанії Golis Telecom Somalia  — найбільшого оператора на ринку телекомунікаційних послуг на північному сході Сомалі. Компанія була створена в 2002 році і за цей час покрила своєю мережею більш 40 округів в Пунтленду та сусіднього Сомаліленду — клієнтам надаються послуги як стаціонарного та мобільного телефонного зв'язку, так і виходу в інтернет. Згідно журналу «The Economist», послуги компанії є найдешевшими і доступними серед аналогічних у всій Африці. Крім Golis Telecom Somalia, у місті працюють NationLink Telecom  і Telcom .

## Транспорт

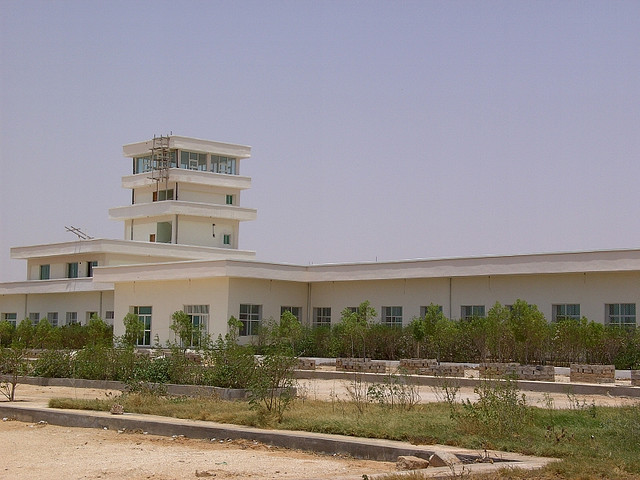
Будівля аеропорту.

Через Босасо проходить автотраса, що з'єднує міста півночі (наприклад, Гарове і Галькайо) і півдня країни.
У червні 2012 року урядова організація Puntland Highway Authority закінчила модернізацію дорожнього полотна між Босасо і Гарове. У жовтні 2012 року було розпочато відновлення дороги, що зв'язує Босасо з Кардхо. Також планується спорудити нову дорогу, яка з'єднала б прибережні міста в регіоні.
Морський порт в місті був побудований в 1980-х роках ще в період правління Сіада Барре.
У місті є міжнародний аеропорт , другий за величиною в країні. У 2008 році було укладено угоду між компанією, що управляє аеропортом, і Lootah Group (з Дубаю, ОАЕ) про будівництво в місті торгової зони, а також сучасних комплексів морського порту та аеропорту. Як передбачається, новий комплекс аеропорту Босасо буде відповідати всім міжнародним стандартам.

## Освіта
У Босасо діють понад 30 шкіл, у тому числі, школа ім. імама Намаві (3200 учнів), Громадська середня школа Босасо (більше 2000 учнів), школа ім. Шейха Хамдана (близько 800 учнів), школи Алджнаех і Гаріса. Послуги вищої освіти надають Східно-Африканський Університет  і Коледж Босасо (сом. Jaamacadda Boosaaso, англ. Bosaso College), а також Puntland Nursing Institute. Різні програми в місті реалізують ЮНКТАД і Sam Greathouse School of Modern Technology.

## Відпочинок
У Босасо є піщані пляжі і чиста морська вода з рифами. У місті є велика кількість інтернет-кафе і магазинів, де відвідувачі можуть придбати популярний в цих краях кат. Для гостей міста працюють такі готелі, як Hotel Huruuse, Juba та ін. Також туристів приваблює місцева природа: гори, озера і ліси з дикими тваринами та рослинністю, а також панорамні види на околиці.
У місті є своє телебачення (SBC TV і ETN TV) і радіо (Radio Midnimo).

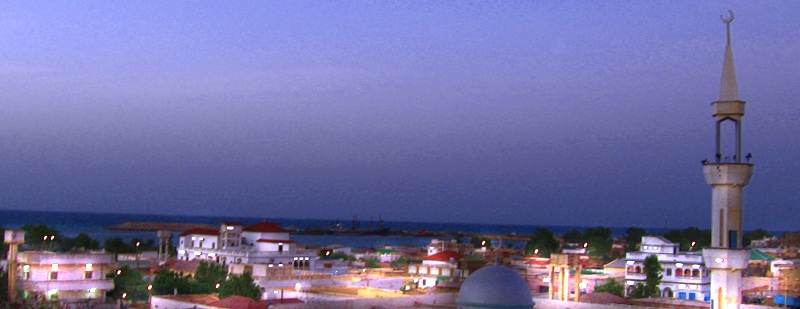
Місто вночі.

## Міста-побратими
- Доха